# فالنتين يوردانوف
فالنتين يوردانوف (بالبلغارية: Валентин Йорданов)‏ هو مصارع هاوي بلغاري، ولد في 26 يناير 1960 في Sandrovo ‏ في بلغاريا.

## وصلات خارجية
- فالنتين يوردانوف على موقع قاعدة بيانات المصارعة الدولية (الإنجليزية)
- فالنتين يوردانوف على موقع اللجنة الأولمبية الدولية (الإنجليزية)
- فالنتين يوردانوف على موقع أوليمبيديا (الإنجليزية)